# Фрідріх Касі
Фрідріх Касі (нім. Friedrich Kasy; 1920–1990) — австрійський зоолог, лепідоптеролог і природоохоронець.

## Біографія
Фрідріх Касі був сином машиніста паровоза та виховательки дитячого садка. Виріс у Віденському районі Флоридсдорф. Закінчив там середню школу. Потім навчався у Федеральному навчально-експериментальному інституті хімічної промисловості в Гарнальсі і отримав диплом у 1940 році. Відразу після цього його призвали до вермахту і він майже чотири роки служив на фронті. У 1945 році він, як і багато солдатів, потрапив до радянського полону і майже три роки провів в російській тайзі. Наприкінці 1947 року повернувся до Австрії.
Далі Касі почав вивчати ботаніку та зоологію у Віденському університеті. У 1952 році захистив докторську дисертацію на тему про водний баланс лялечок метеликів. У 1956 році почав працювати у Природознавчому музеї, де спочатку досліджував раків та павукоподібних. У 1960 році став куратором відділу метеликів, який він очолював до виходу на пенсію в 1985 році. Він також займався дослідженнями у Британському природно-історичному музеї в Лондоні .
Касі також був відданим екологом. Використовуючи приватні кошти, придбав землю в Нижній Австрії та Бургенланді, які в іншому випадку стали місцем будівельних проектів. Їздив у дослідницькі експедиції на Балкани, Близький Схід та Нубію. У Македонії його навіть заарештували, бо посеред ночі він використовував гасову лампу для пошуку метеликів на приватній території, а правоохоронці спочатку не могли зрозуміти такої поведінки. Через кілька годин Касі звільнили.
Наприкінці 1980-х у Касі діагностували Хворобу Паркінсона. Помер у лютому 1990 року у віці 69 років.

## Нагороди
- 1965 рік. Наукова премія землі Нижня Австрія
- Медаль Пола Траца від Природничого товариства Австрії
- WWF: Премія за заслуги у природоохороні
- Золота медаль за завлуги перед Австрійською Республікою.
- Нижня Австрія: премія Йозефа Шеффеля